# رشاد زيتي
الرشاد الزيتي نوع نباتي ينتمي إلى جنس الرشاد من الفصيلة الصليبية. موطنه الأصلي نيوزيلندا.